# Heinz Tietjen
Heinz Tietjen (24. června 1881 Tanger – 30. listopadu 1967 Baden-Baden) byl německý dirigent, intendant a operní režisér.

## Život
Dirigentství studoval u Arthura Nikische (1855-1922) a v letech 1904-1907 působil v různých německých divadlech jako dirigent a operní režisér. V letech 1907-1922 vykonával vedle těchto činností úspěšně funkci intendanta městského divadla v Trevíru, v letech 1922-24 v městském divadle ve Vratislavi. Roku 1925 se stal intendantem Městské opery v Berlíně, o rok později též obou dalších berlínských oper, Státní opery Pod lipami a Krollovy opery. V roce 1927 se pak stal generálním intendantem „Pruského státního divadla“, které vedle zmíněných operních institucí zahrnovalo i Berlínské divadlo na Gendarmenmarktu, Schillerovo divadlo v Charlottenburgu, jakož i divadla v Kasselu a Wiesbadenu.
V letech 1931-1944 byl na pozvání Winifred Wagnerové pověřen uměleckým vedením Hudebních slavností v Bayreuthu. Podle vyjádření historika Hannes Heera (* 1941) se Tietjen stal roku 1931 „nejmocnějším divadelním ředitelem konečné fáze Výmarské republiky“, která za svou kariéru vděčil „svému dvojímu talentu jako ekonomicky a současně umělecky efektivní divadelní manažer a jako stejně tak prohnaný jako diskrétní kulturní politik“. Obě funkce si podržel až do roku 1944, přestože jeho politické i umělecké názory byly nacistickému režimu podezřelé a přestože nikdy nevstoupil do NSDAP, a to díky ochraně Hermanna Göringa, jemuž bylo Pruské státní divadlo podřízeno, a oddanosti, kterou mu projevovala Hitlerova prominentní příznivkyně Winifred Wagnerová.
Po plné denacifikaci (duben 1947) se roku 1948 stal opět intendantem Státní opery v (západním) Berlíně (prozatímně v budově Theater des Westens). Za něj se roku 1951 konaly první "Berlínské slavnostní týdny". V roce 1954 odešel do Hamburku, kde byl intendantem Hamburské státní opery. Roku 1959 odešel na odpočinek do Baden-Badenu, kde zemřel.
Roku 1953 byl vyznamenán Velkým záslužným křížem Spolkové republiky Německo. Roku 1955 byl jmenován členem berlínské Akademie umění.
Jako dirigent vystupoval též v zahraničí, mj. v londýnské opeře Covent Garden.